# Erich Sieburg
Erich Sieburg (* 26. März 1878 in Duisburg; † 21. Juni 1947) war ein deutscher Schriftsteller.

## Leben
Erich Sieburg war der erste Sohn des Königlich Preußischen Rechnungsrats Carl Ernst Sieburg (1848–1930) und seiner Frau Josephine geborene Lob (1852–1885), der ältere Bruder des Arztes und Pharmakologen Ernst Sieburg (1885–1937) und ein Halbbruder des Journalisten Friedrich Sieburg (1893–1964). 
Erich verbrachte seine Kindheit in Borken und in Münster, wo er das Gymnasium Paulinum besuchte. Er studierte Germanistik, Geschichte und Philosophie an der Friedrich-Wilhelms-Universität in Berlin. 1903 promovierte er mit einer Arbeit über ein Drama Otto Ludwigs zum Doktor der Philosophie. Nachdem er in Münster das Staatsexamen bestanden hatte, absolvierte er seine Probezeit als Lehrer von 1906 bis 1907 an einer Oberrealschule in Aachen. 
1908 hatte er Maria Luise Ida van Kann (1888–1963) geheiratet und 1917 wurde ihr Sohn Heinz-Otto Sieburg geboren. Von 1908 bis 1942 war er als Lehrer am städtischen Gymnasium in Herne tätig. 
Sieburg war entschiedener Gegner der Nationalsozialisten und reagierte auf ihre Machtergreifung im Jahre 1933 mit dem Rückzug aus dem öffentlichen Leben. 
Erich Sieburg verfasste neben Essays zur Literaturwissenschaft und zum Theaterwesen der 1920er Jahre auch Romane, Erzählungen und Theaterstücke.

## Werke
- Die Vorgeschichte der Erbförster-Tragödie von Otto Ludwig, Berlin 1903
- Leben und Sterben, München 1905
- Verlorene Spiele, Berlin [u. a.] 1906
- Wahn und Schuld, Straßburg [u. a.] 1908
- Volk und Drama, Herne 1910 Digitalisat
- Die Modernisten, Berlin 1912
- Alte und neue Romantik, Herne 1914 Digitalisat
- Die Blätter fallen, Herne 1916
- Gewitterwind, Herne 1918
- Stimmen aus der Nacht, Herne 1919
- Der Paradiesapfel, Buer i.W. 1922
- Das fremde Gesicht, Essen 1925
- Vom Sinn der Komödie und andere Aufsätze zu Literatur und Bühne, Herne i.W. 1927
- Wege nach Haus, Quakenbrück 1937
- Stadt der Kindheit, Hattingen-Ruhr 1949
- Wege mit dir, Bochum 1958
- Der schwarze Fluß, Köln [u. a.] 1980

## Herausgeberschaft
- Modernste deutsche Lyrik, Bielefeld 1929